# ديفيد تومسون (مصرفي)
ديفيد تومسون (بالإنجليزية: David Thompson)‏ هو مصرفي أمريكي، ولد في 1798، وتوفي في 1871.